# Bartolomé Bustamante
Bartolomé Bustamante (Alcalá de Henares, 1501 - Trigueros, 1570), fue un jesuita y arquitecto de la segunda fase del Renacimiento en España. Estudió artes y teología en su ciudad natal, donde fue ordenado sacerdote en 1528; poco después fue nombrado párroco de Carabaña, Comunidad de Madrid. Al ser nombrado secretario de cámara del cardenal Tavera, tuvo la oportunidad de viajar por Italia, donde pudo apreciar las grandes obras de la arquitectura jesuítica que se levantaban en Roma. A su vuelta, intervino en la reconstrucción de la iglesia parroquial de Carabaña.

## Biografía
Designado capellán del cardenal Tavera, este lo encargó de terminar las obras del Hospital de San Juan Bautista (conocido también como Hospital  de Afuera), en Toledo, que había empezado Alonso de Covarrubias. Ésta fue una importante obra clasicista, de líneas muy sobrias y estudiadas, que marca el punto de partida de una línea que terminaría en El Escorial. A partir de entonces despliega una gran actividad como arquitecto teórico, con numerosos pareceres que facilitaron la difusión del estilo, especialmente en Andalucía. Llegó a ser consultado en 1543 sobre la construcción del Canal de Castilla.
Ingresado en la Compañía de Jesús en 1552, fue maestro de novicios en Simancas hasta ser nombrado provincial en Andalucía (1555-1560). Hombre muy respetado por su piedad y fuertes convicciones religiosas, fue nombrado visitador de Toledo y Andalucía en 1566, cargo que le permitió seguir interviniendo en tareas constructivas.
Además del Hospital de Tavera de Toledo, entre las obras en que participó están: la iglesia y colegio de los jesuitas de Medina del Campo (1553); el Colegio de San Pablo de Granada (1556); el Colegio de Trigueros, provincia de Huelva (1562); la Casa Profesa de los jesuitas, hoy universidad, en Sevilla (1565); los Colegios de Caravaca y Segura de la Sierra (1567). Hoy es difícil de evaluar la gran influencia que tuvo en su época, en parte por la naturaleza indirecta de sus intervenciones, con pareceres y comentarios, y en parte por las transformaciones que sufrieron los edificios en que intervino.